# Колт

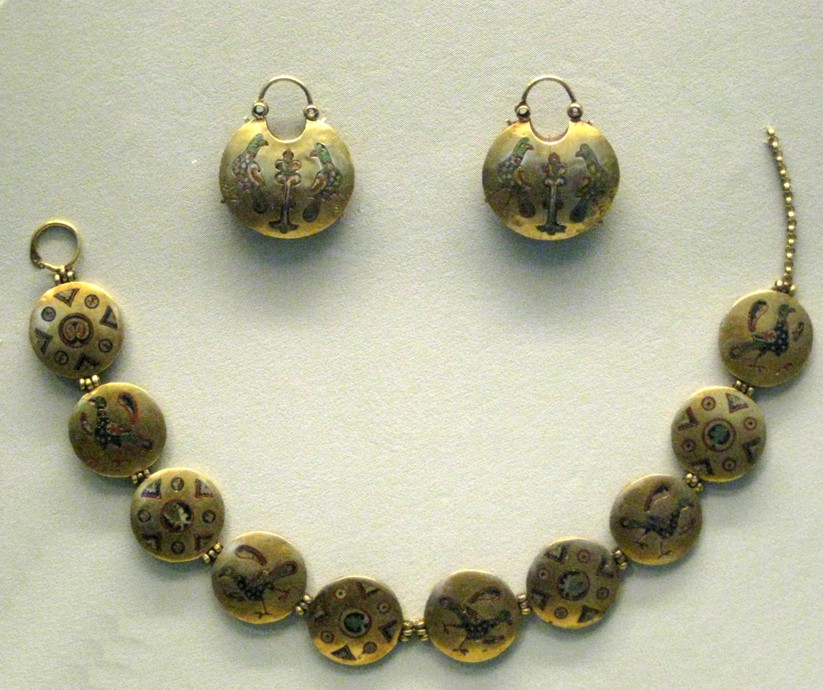
Колты с изображениями птиц по сторонам «древа жизни» и цепь-рясна из бляшек для крепления колтов. Золото. Перегородчатая эмаль. XII в.

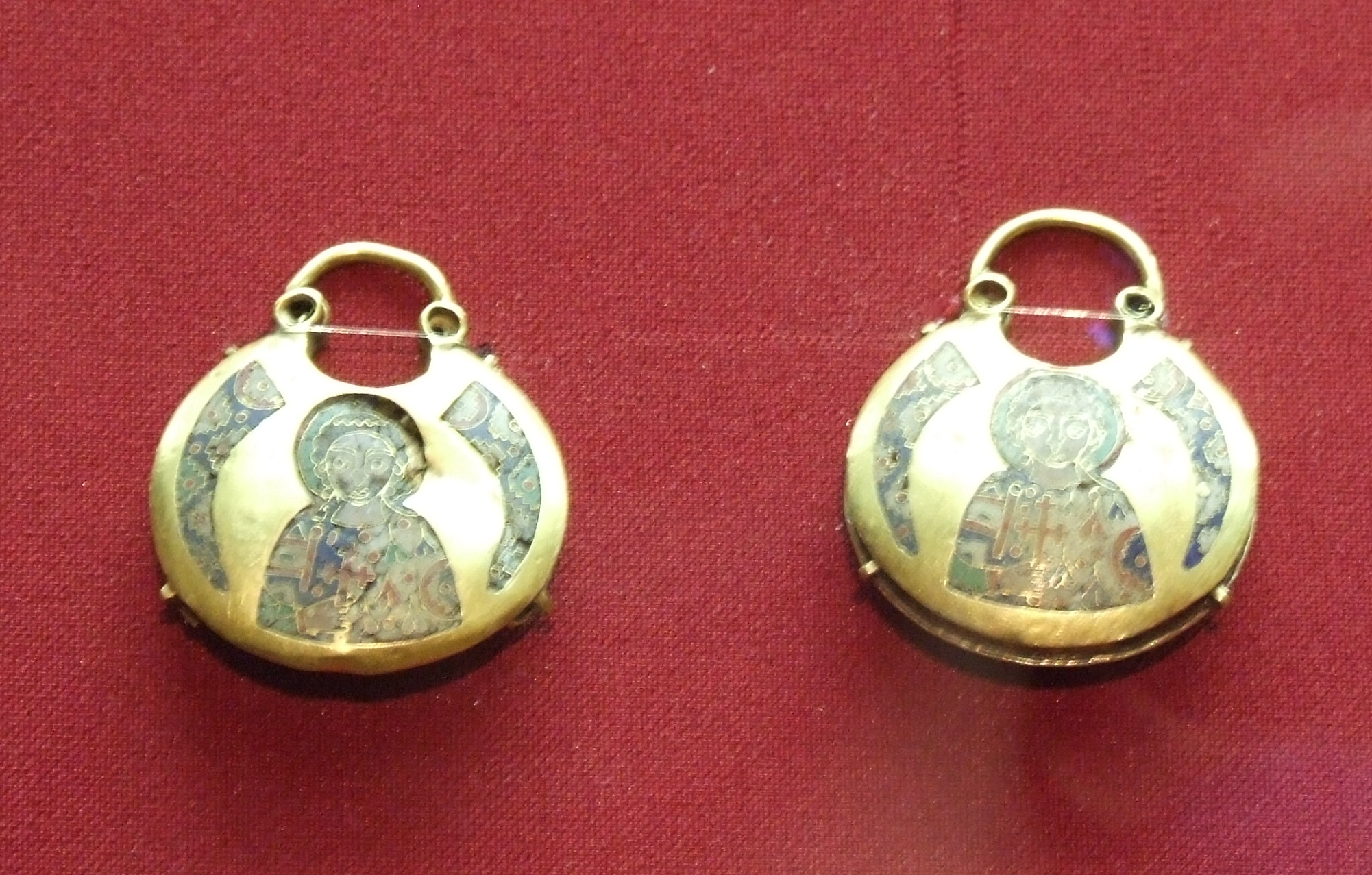
Колты из клада, найденного в Чернигове.

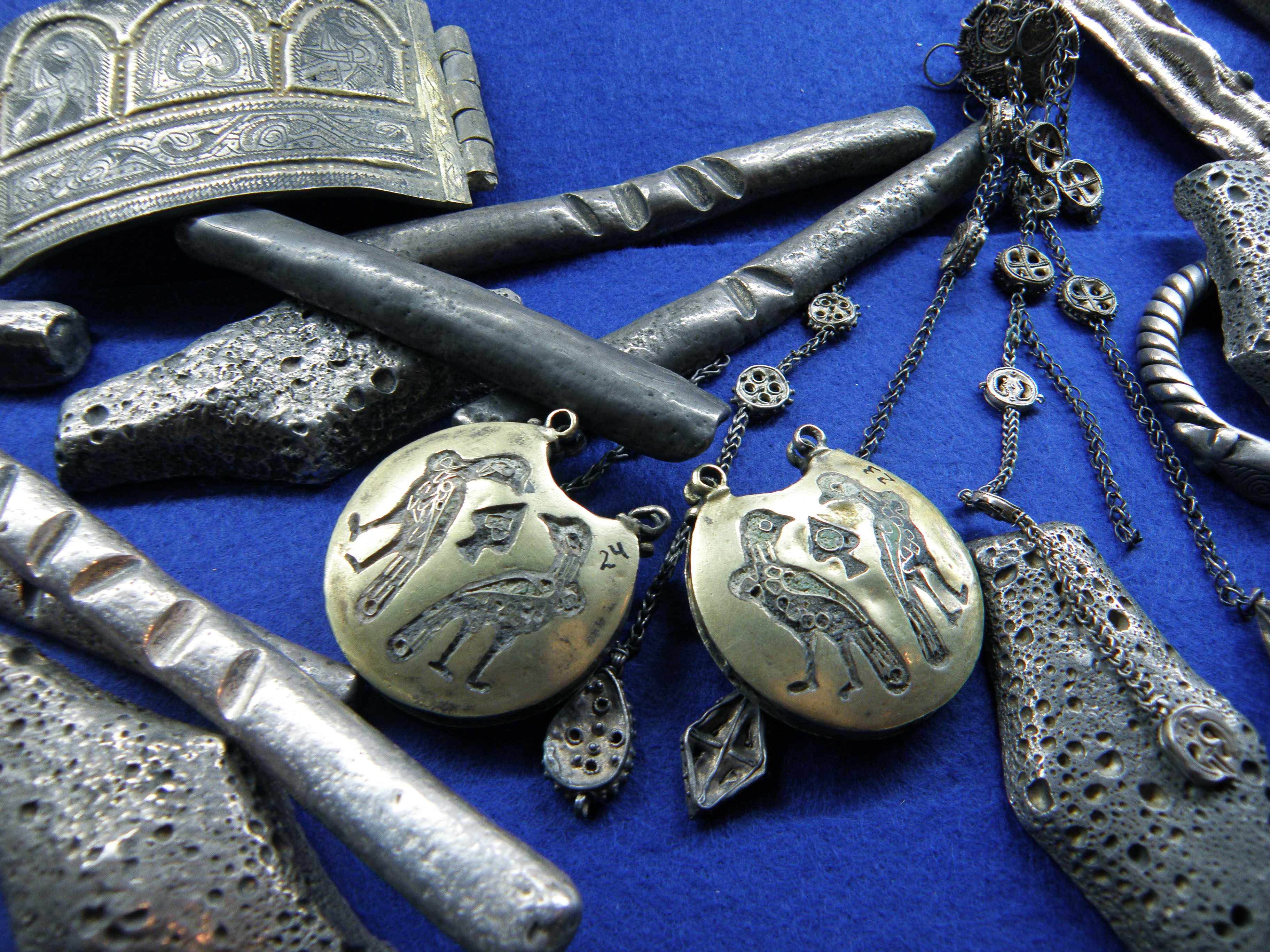
Колты из Вищинского клада.

Колт — древнерусское женское украшение XI—XIII вв., полая металлическая подвеска, прикреплявшаяся к головному убору и часто украшенная зернью, сканью, эмалью, чернью. Предположительно, во внутреннюю полость закладывался кусочек ткани, смоченный благовониями. Колты найдены в составе многих кладов на территории Древней Руси.

## Название
Изначальное название колта неизвестно. Термин был принят в конце XIX века на основе этнографических данных и происходит от украинского «ковтки» (серьги), в западноукраинских говорах также «колток», иногда со слоговым л, и новгородского «колтки» (подвески к серьгам), засвидетельствованного не только в говорах, но и в берестяных грамотах № 335 и № 644.

## Описание
Известны колты округлой и звёздчатой формы. Округлые золотые колты украшались перегородчатой эмалью с изображениями птиц, сиринов, святых, церковных сюжетов, серебряные — черновыми изображениями. Звёздчатые колты из золота и серебра покрывались зернью и сканью. Мастера золотых и серебряных дел в поисках наилучшей игры света оттеняли серебро чернью и позолотой, а иногда покрывали гладкую серебряную поверхность колта тысячами микроскопических колечек и на каждое колечко напаивали крошечное зернышко серебра.
На колтах и других украшениях, относящихся к свадебному обряду, часто встречается древняя языческая символика, связанная с магией плодородия. На колтах и браслетах можно насчитать около 50 различных сюжетов; иногда встречаются устойчивые композиции однотипных изображений. В наиболее поздних вещах XIII века традиционные композиции изображений нарушаются, смысл их, очевидно, утрачивается. На колтах и наручах изображено очень много разных символов плодородия в виде «древа жизни», молодых ростков, кринов, семян и прорастающих корней. Все они выражают идею роста, идею Жизни. Некоторые элементы полностью, до мелочей совпадают с деталями архитектурной орнаментики, что говорит о единстве художественных вкусов мастеров золотых и серебряных дел и резчиков по камню, украшавших церкви.
Существует предположение, что все виды растительного орнамента на браслетах, а может, и на колтах, передают в стилизованном виде разные стадии роста священного у славян растения — хмеля. Колты и браслеты XII—XIII веков показывают, что очень многие орнаментальные мотивы воспринимались как магически-охранительные и были связаны с идеей плодородия и с русальной заклинательной обрядностью.
В начале XIII века в городах стали отливать из бронзы и свинца дешёвые колты для продажи на рынке. После монголо-татарского нашествия колты не были распространены.
Сейчас колты, височные кольца и многие другие произведения средневекового русского ювелирного искусства собраны в музеях. Особенно богатые коллекции принадлежат Государственному историческому музею, Оружейной палате Московского Кремля и Патриаршей ризнице.

## Сюжеты
Были найдены золотые княжеские колты с христианским сюжетом, изображающие святых Бориса и Глеба. Им сопутствует идеограмма ростка. Плащи Бориса и Глеба покрыты сердцевидными идеограммами ростков и круглыми точками (возможно, семенами), нимбы святых почти во всех случаях зёленые.
Одной из наиболее частых на киевских золотых колтах является композиция из двух сиринов с идеограммой ростка в центре. Девы-птицы изображены обычно в шапочках, головы их обведены нимбом. На крыльях, а иногда и на оперении видны те же идеограммы ростка с почкой и семена. Грудь всегда орнаментирована несколькими волнистыми полосами синего цвета. Связь образов сиринов с символикой воды и плодородия не подлежит сомнению. Крылатость связывает этих птице-дев с небом.